# 勒梅
勒梅（法語：Lemé，法語發音：[ləme]）是法国上法蘭西大區埃纳省的一个市镇，属于韦尔万区。

## 地理
勒梅（49°50'16"N, 3°45'50"E）面积11.36 平方千米，位于法国上法蘭西大區埃纳省，该省份为法国北部内陆省份，北起北部省，西接索姆省和瓦兹省，东临阿登省和马恩省，西南至塞纳-马恩省，东北部与比利时接壤。
与勒梅接壤的市镇（或旧市镇、城区）包括：舍韦讷、科隆费、弗朗克维尔、马尔方丹、桑里绍蒙、圣皮埃尔-莱弗朗克维尔、勒苏尔、拉瓦莱欧布莱、武尔派。

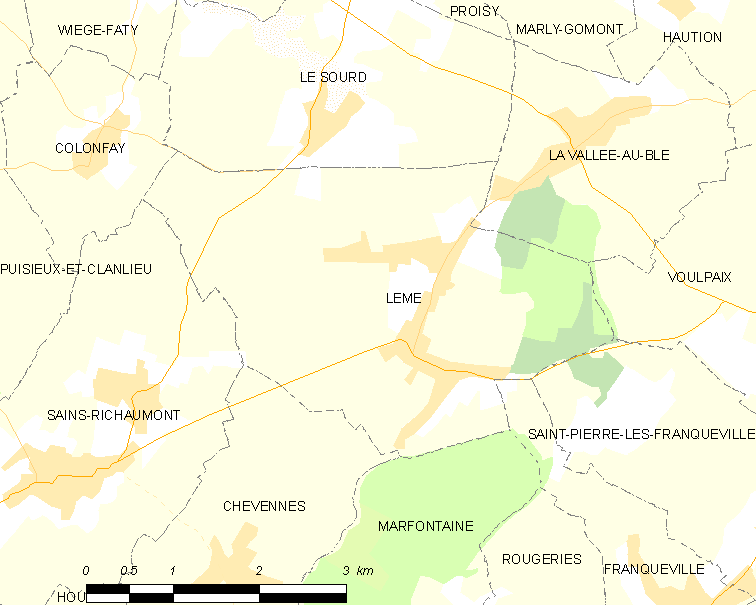
勒梅的OSM定位图

勒梅的时区为UTC+01:00、UTC+02:00（夏令时）。

## 行政
勒梅的邮政编码为02140，INSEE市镇编码为02416。

## 政治
勒梅所属的省级选区为马尔勒县。

## 人口

1962-2008年间勒梅人口变化图示

勒梅于2022年1月1日时的人口数量为412人。